# Лунатици
Лунатици (на английски: Moonstruck) е романтична комедийна драма от 1987 година, режисирана от Норман Джуисън с участието на Шер и Никълъс Кейдж. На 60-ата церемония по връчване на наградите „Оскар“, произведението е сред основните заглавия, с номинации за отличието в 6 категории, включително за най-добър филм, печелейки 3 статуетки, в това число за най-добри женски главна и поддържаща роли.. Филмът е включен в листите „10-те топ 10“ на Американския филмов институт в категорията „Романтична комедия“.

## Сюжет
Филмът разказва историята на младата вдовица – 37-годишната Лорета Касторини (Шер), която след няколкогодишен период на униние, след кончината на съпруга си, решава да опита отново. Въпреки че не е влюбена, тя приема предложението за брак от добродушния, простоват стар ерген Джони Камарери (Айело). Нещата обаче се преобръщат, когато Лорета се запознава с емоционалния по-малък брат на Джони – едноръкия пекар Рони Камарери (Кейдж), който е прекъснал комуникацията със семейството си. Двамата се впускат в спонтанна и искрена любовна история.

## В ролите
| Актьор                | Роля              |
| --------------------- | ----------------- |
| Шер                   | Лорета Касторини  |
| Никълъс Кейдж         | Рони Камарери     |
| Олимпия Дукакис       | Роуз Касторини    |
| Винсънт Гардения      | Космо Касторини   |
| Дани Айело            | Джони Камарери    |
| Джули Бовасо          | Рита Капомаджи    |
| Джон Махони           | Пери              |
| Луис Гас              | Реймънд Капомаджи |
| Фьодор Шаляпин младши | старецът          |
| Анита Джилет          | Мона              |

## Награди и Номинации
| Награди                              | Награди                              | Награди            | Награди   |
| Награда                              | Категория                            | Име                | Резултат  |
| ------------------------------------ | ------------------------------------ | ------------------ | --------- |
| Награди „Оскар“                      | Най-добра актриса в главна роля      | Шер                | спечелена |
| Награди „Оскар“                      | Най-добра актриса в поддържаща роля  | Олимпия Дукакис    | спечелена |
| Награди „Оскар“                      | Най-добър оригинален сценарий        | Джон Патрик Шейнли | спечелена |
| Награди „Оскар“                      | Най-добър филм                       |                    | номинация |
| Награди „Оскар“                      | Най-добър актьор в поддържаща роля   | Винсънт Гардения   | номинация |
| Награди „Оскар“                      | Най-добър режисьор                   | Норман Джуисън     | номинация |
| Награди БАФТА                        | Най-добра актриса в главна роля      | Шер                | номинация |
| Награди БАФТА                        | Най-добра актриса в поддържаща роля  | Олимпия Дукакис    | спечелена |
| Награди БАФТА                        | Най-добра филмова музика             | Дик Хаймън         | номинация |
| Награди БАФТА                        | Най-добър оригинален сценарий        | Джон Патрик Шейнли | номинация |
| Награди „Златен глобус“              | Най-добра актриса в главна роля      | Шер                | спечелена |
| Награди „Златен глобус“              | Най-добра актриса в поддържаща роля  | Олимпия Дукакис    | спечелена |
| Награди „Златен глобус“              | Най-добър филм (мюзикъл или комедия) |                    | номинация |
| Награди „Златен глобус“              | Най-добър актьор в главна роля       | Никълъс Кейдж      | номинация |
| Награди „Златен глобус“              | Най-добър оригинален сценарий        | Джон Патрик Шейнли | номинация |
| Награди на писателската гилдия (САЩ) | Най-добър оригинален сценарий        | Джон Патрик Шейнли | спечелена |